# Schloss Sandaucourt

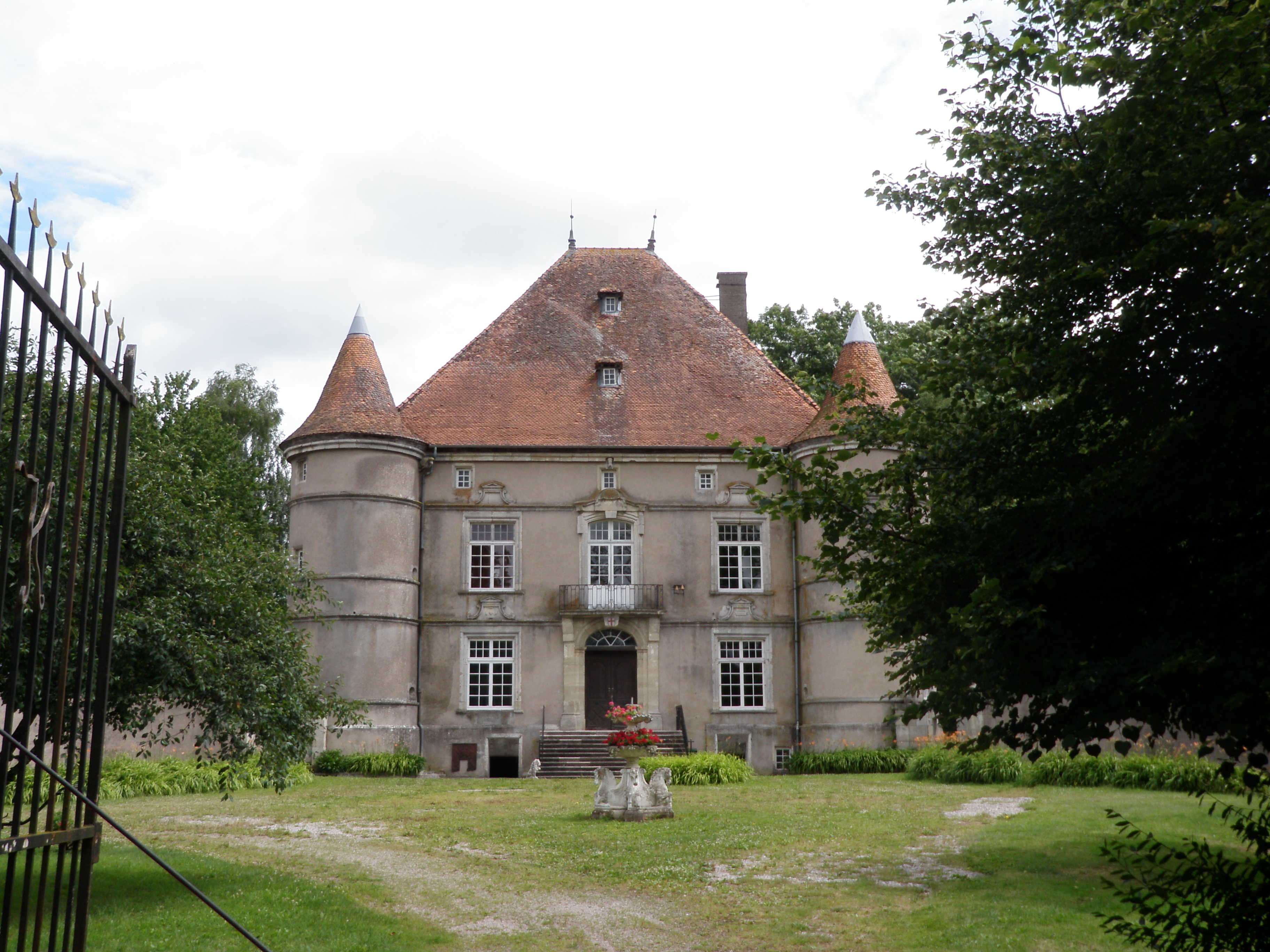
Schloss Sandaucourt, Westfassade

Das Schloss Sandaucourt (französisch Château de Sandaucourt), vormals ein Wasserschloss, befindet sich in der Gemeinde Sandaucourt im Westen des Départements Vosges in der Region Grand Est, Frankreich.

## Geschichte
Das Schloss wurde vermutlich von Aloff de Beauvau oder seinem Halbbruder Claude, dem Herrscher von Sandaucourt, von 1549 bis 1553 erbaut. Als dieser 1553 starb, teilten sich zwei seiner Schwiegersöhne, Claude de Reinach (Stadtrat und Kammerherr von Herzog Karl III. von Lothringen, Seneschall des Barrois) und Jean de Damas, das Eigentum am Schloss. Dieses gemeinsame Eigentum währte bis ins Jahr 1715 und rettete die Burg während des Dreißigjährigen Krieges. Denn als die französischen Truppen das Dorf im Jahr 1636 besetzten, verschonten sie das Schloss, weil die Fulligny-Damas Gefolgsleute Ludwigs XIII., des Königs von Frankreich waren. Dies war bezüglich des anderen Familienzweiges der Schlossbesitzer nicht der Fall, was an dem Enkel von Claude de Reinach, dem Obersten der Infanterie Jean-Jacques de Haraucourt (1600–1644), in Diensten des Herzogs Karl IV. von Lothringen, festgemacht werden kann. De Haraucourts Frau Alberte-Barbe d’Ernécourt (1607–1660), damals bekannt als die christliche Amazone, war jedoch anders als ihr Ehemann dem König von Frankreich treu geblieben.
Mehrmals besuchte Kardinal de Retz (1613–1679) die damaligen mit ihm befreundeten Herren von Sandaucourt, Louis des Armoises und Jean Nicolas de Fulligny-Damas. So auch am 3. November 1672 zum Anlass der Taufe seines Patensohns Jean-François Paul de Fulligny-Damas, dem Sohn eines seiner Gastgeber.
Im Jahr 1715 wurde das Schloss an den spanischen Marquis d’Amenzuaga de Riscal d’Alegre, Ehemann der Baronin Suzanne de Chauviray, verkauft. Dieser veräußerte das Anwesen 1735 an den Hauptzollpächter von Lothringen, Sigisbert Richard, der es seinerseits im Jahre 1770 an François de Saint-Ligier, einen von Ludwig XV. geadelten Maréchal de camp weiterreichte. Das Schloss wurde im 18. Jahrhundert umfassend renoviert: Die Befüllung des Wassergrabens war überflüssig geworden, die Fenster wurden vergrößert, an der Hauptfassade wurden eine Treppe, eine Veranda und ein Balkon hinzugefügt und am Eingang des Anwesens wurden zwei symmetrische Pavillons errichtet, erweitert durch eine hufeisenförmige Mauer. François de Saint-Ligier verstand sich nicht mit seiner Frau Agnes de Bry d’Artois, einer ehemaligen Gesellschaftsdame von Königin Maria Leszczyńska was beim Ausbruch der französischen Revolution dazu führte, dass er das Schloss bereits verlassen hatte und nur seine Frau mit ihren beiden Söhnen darin lebte. Durch Heirat fiel das Schloss an die Sciviaux de Greische, die letzten Adligen, die es besaßen. 
Das Schloss wurde 1931 vom Unternehmen Paul Couillard und Cie aus Nancy erworben, das die Keller zur Käseveredelung nutzte. Im Jahr 1969 wurde es an das Unternehmen Breuil Girardel verkauft, welches das Schloss in eine Unterkunft für Einwanderer verwandelte, die in der Fabrik Manuest, einer Produktionstochter des Nahrungsmittelherstellers Vogica im benachbarten Châtenois, arbeiteten.

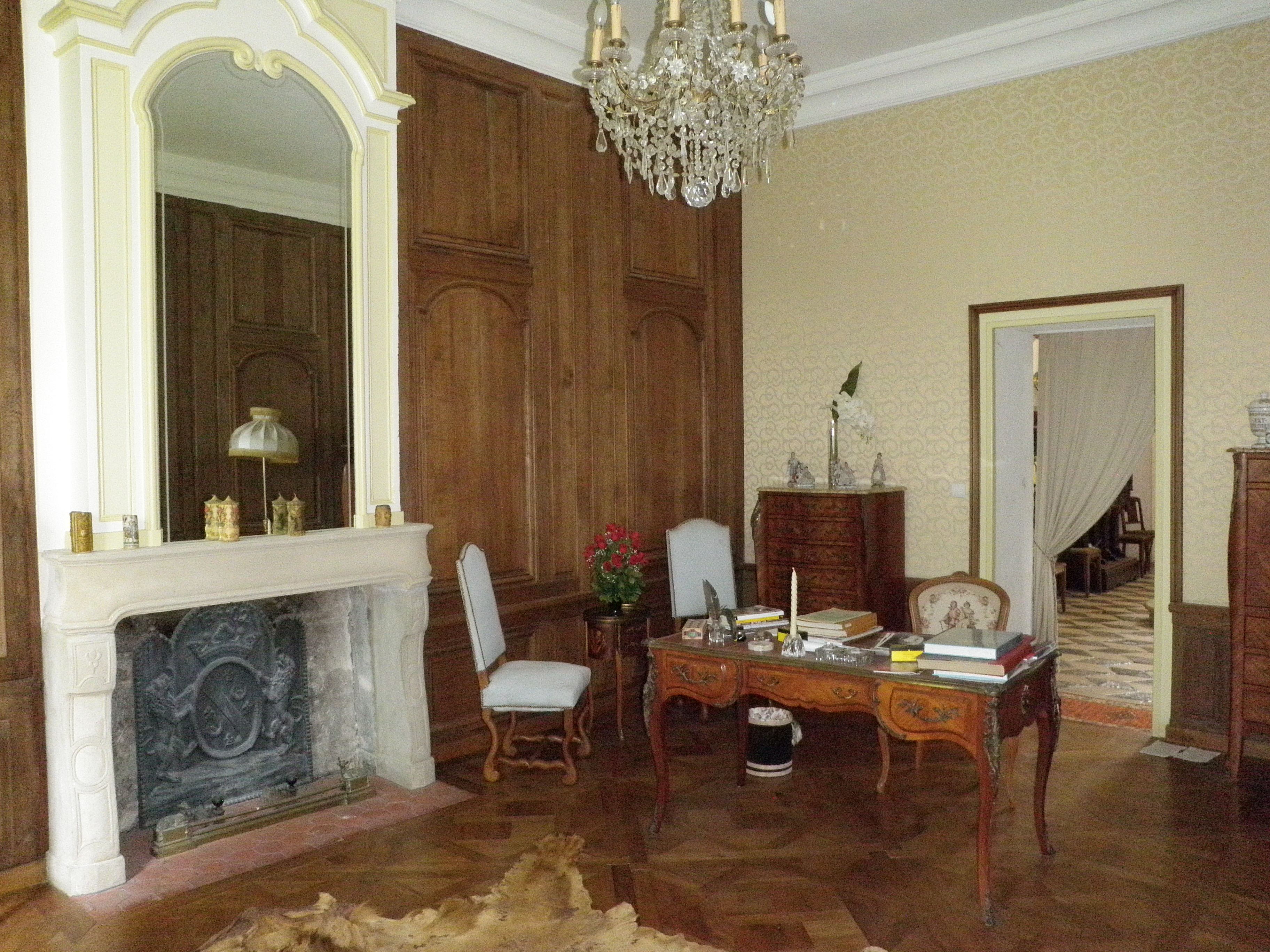
Das Arbeitszimmer im Schloss Sandaucourt

Restaurierungsarbeiten begannen 1976 nach dem Erwerb des Schlosses durch Dr. Kirsch und seine Frau Marthe-Odile Lersy. Diese umfassen Holzarbeiten an Einzelstücken, die große Treppe und das Treppenhaus, die Pavillons und die Nebengebäude. Am 2. April 1980 wurden die Fassaden und Dächer des Schlosses und der Pavillons, die Zugangsstufen und seine schmiedeeiserne Rampe vom französischen Kulturministerium zum Monument historique erklärt. Das Innere der Säulenhalle mit einer restaurierten Kapelle ist vollumfänglich denkmalgeschützt. Im Jahr 2000 wollte Dr. Kirsch das Schloss dem Lothringischen Museum mit Sitz in Nancy spenden, was von diesem abgelehnt wurde. Schließlich erwarb Matthieu Cognet, der Besitzer des Schlosses Thuillières, das Anwesen, und setzt seitdem die von Dr. Kirsch gestarteten Restaurierungsarbeiten fort. Das Schloss ist jeweils vom 1. Juli bis zum 15. August für die Öffentlichkeit zugänglich.